# ロレッタ・リンチ
ロレッタ・エリザベス・リンチ（英語: Loretta Elizabeth Lynch、1959年5月21日 - ）は、アメリカ合衆国の政治家。バラク・オバマ政権にて第83代アメリカ合衆国司法長官を務めた。アメリカ合衆国の歴史において黒人女性としては初めての司法長官である。